# Castillo y Murallas (Oropesa)

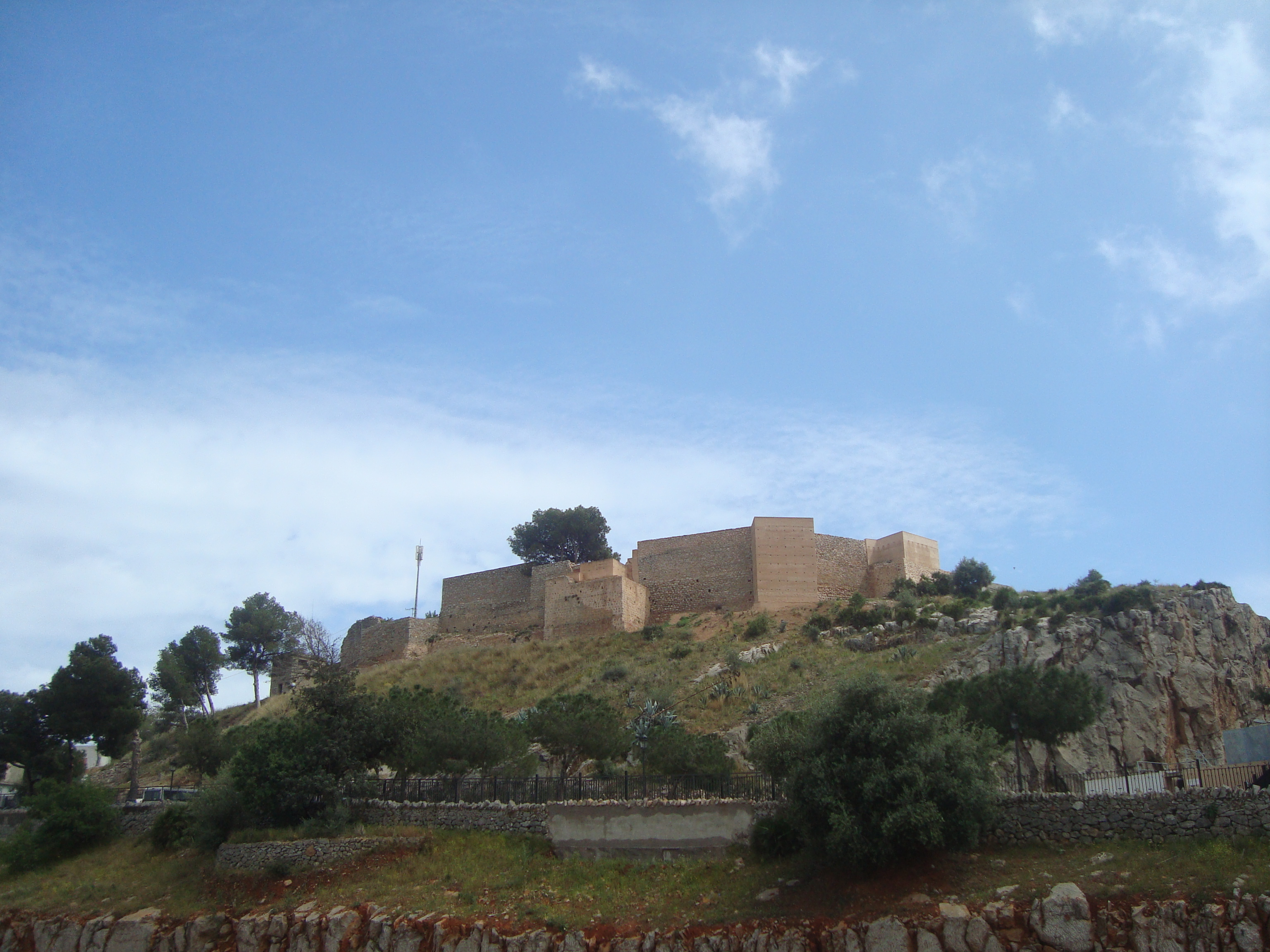
Castillo de Oropesa del Mar

El Castillo y las murallas de Oropesa del Mar, actualmente son unos pocos restos de lo que en su momento fueron los bastiones de defensa de la población de Oropesa. Está declarados, de manera Bien de Interés Cultural, según consta en la Dirección General de Patrimonio Artístico de la Generalidad Valenciana, con el código: 
12.05.085-003; si bien presenta anotación ministerial con número: R-I-51-0010725.

## Historia

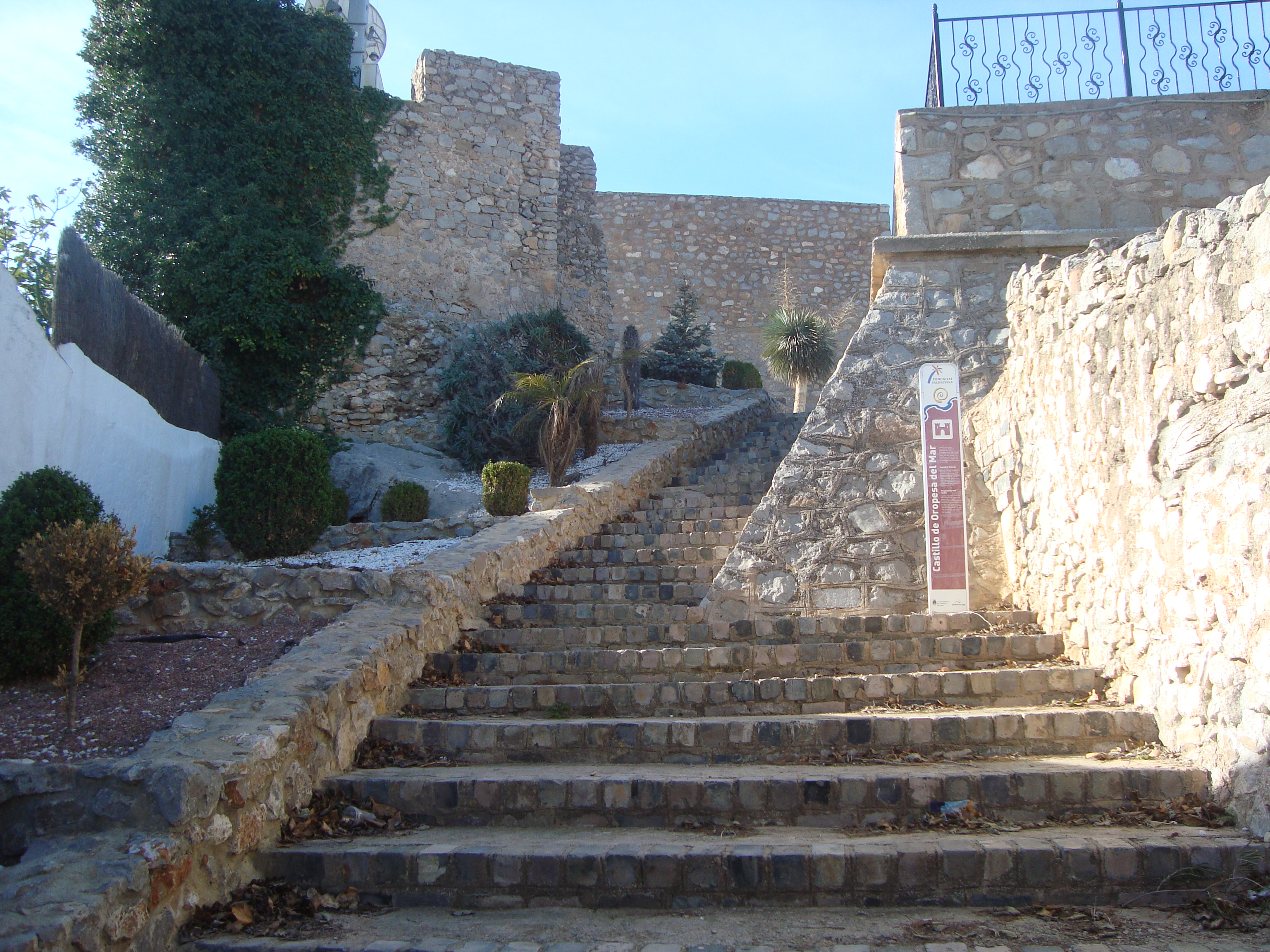
Castillo de Oropesa del Mar

El castillo se ubica en una zona elevada de la población, un espolón rocoso desde el que se ve la costa y en ella la vecina Torre del Rey, desde donde podía desempeñar adecuadamente su misión de protección de la población que se desarrollaba a los pies del mismo.
Oropesa del Mar tuvo población desde tiempos prehistóricos, lo cual queda demostrada por los materiales hallados en los yacimientos arqueológicos, que se remontan a la Edad del Bronce y de épocas posteriores como la ibérica, la romana, la medieval, la moderna y la contemporánea.
El castillo de Oropesa es de época musulmana, aunque ya finales del siglo XI (1090), pertenecía a El Cid, pasando más tarde a manos de Pedro I de Aragón, y de él queda en pie unos viejos paredones de tapial y un aljibe de dos naves, que los expertos consideran de posible época musulmana.
Tras volver a estar bajo dominio almorávide, fue reconquistado más tarde y pasó a estar bajo dominios de la Orden de Malta en 1149, para pasar a manos de los Caballeros templarios en 1169, pero no fue una zona totalmente cristiana hasta prácticamente 1233.
La zona de Oropesa sufrió una etapa de despoblación que se solucionó entrado el siglo XV, época en la que se construyó un muro a modo de muralla que serviría para defender a la nueva población que se establecía en la zona, rodeando la estructura urbanística, a modo de cuadrícula, de este asentamiento de población que también contaba con una iglesia fortificada de los primeros momentos de la reconquista cristiana, que acabaría siendo tan solo una Capilla, la actual Capilla de la Virgen de la Paciencia
Estas construcciones fortificadas tuvieron de nuevo relevancia siglos más tarde cuando se produjeron las Guerras Carlistas, momento en que quedarían prácticamente derruidas, sobre todo tras el asedio del Mariscal Suchet.

## Descripción

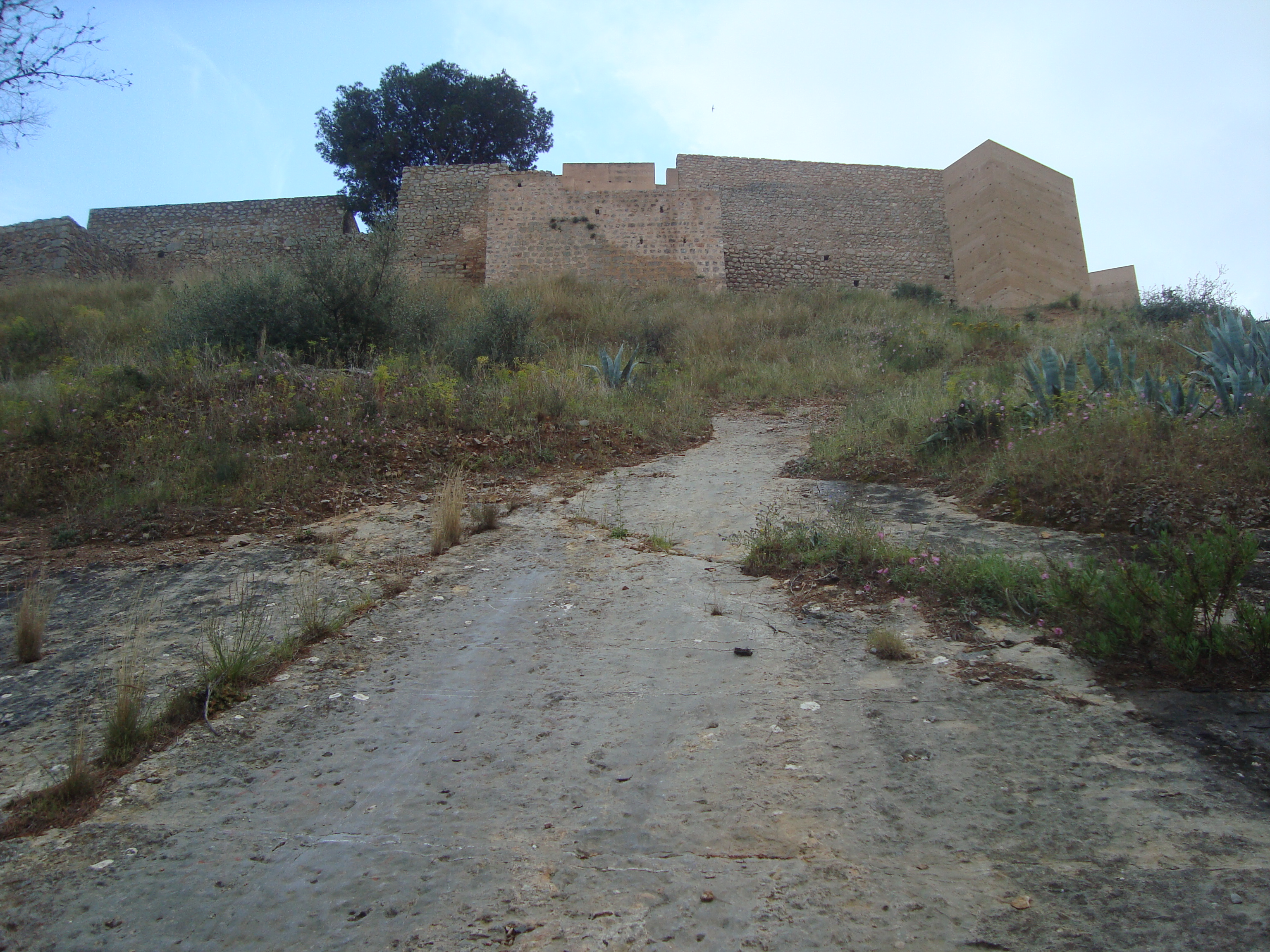
Castell d'Orpesa

El castillo, de reducidas dimensiones, parece que tenía una planta poligonal regular, con seis torres abiertas en abanico y una torre del homenaje con planta trapezoidal. Esta estructura defensiva se veía reforzada por las torres vigía de la costa, las cuales estaban situadas muy cerca.
A lo largo de la historia sufrió intervenciones y reformas, destacando la que se realizó en el siglo XIV, momento en el que fue reconstruido, y la del siglo XVI cuando se le colocó la artillería.
Su situación de abandono y ruina hacen muy difícil su restauración, que tendría que ser total. Curiosamente los planos originales existen, aunque, debido a la relevancia de este castillo durante la Guerra de la Independencia Española, los documentos acabaron en manos de las tropas de Napoleón y actualmente los tiene el gobierno francés.